# خرمال بورنيوني
خرمال بورنيوني (الاسم العلمي: Diospyros borneensis) هو نوع من النباتات يتبع جنس الخرمال من الفصيلة الأبنوسية.